# Circolo numismatico pugliese
Il Circolo numismatico pugliese (sezione della Società di storia patria per la Puglia) fu istituito nel 1954 e vide l'adesione di importanti studiosi, come il generale Magli, il professor Jaja, il notaio Travaglini e il professor Attilio Stazio, ma nei decenni successivi cadde nell'oblio e nessuno si occupò più della sua gestione.

## Il presente

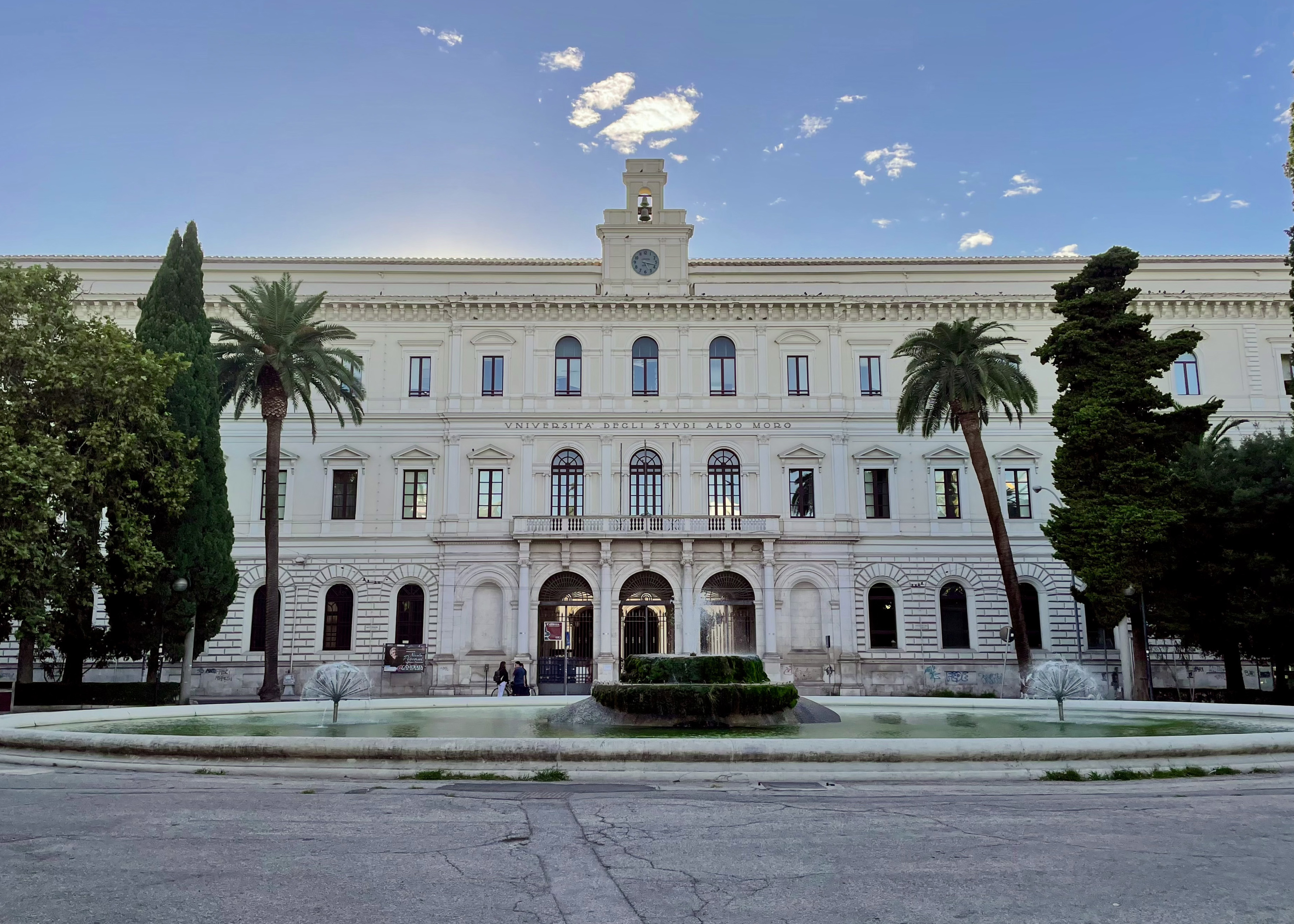
Palazzo Ateneo di Bari, in cui hanno sede il Circolo numismatico pugliese e la Società di storia patria per la Puglia

Il Circolo numismatico pugliese è stato ufficialmente rifondato dai numismatici pugliesi riunitisi il giorno 8 marzo 2008. Durante l'incontro è stato approvato lo Statuto dell'Associazione e sono state nominate le cariche sociali della stessa. Il primo Consiglio direttivo del rinato Sodalizio è stato composto da: Giuseppe Colucci (presidente), Francesco Punzi (vicepresidente), Luca Lombardi (segretario e bibliotecario), Nicolantonio Logoluso (tesoriere), Corrado Minervini, Maria Pia Nardone, Giuseppe Ruotolo.
Il Circolo, come recita l'art. 1 del suo Statuto, «ha lo scopo di promuovere e diffondere lo studio e la conoscenza della numismatica e delle scienze affini e ausiliarie», pertanto è impegnato nell'organizzazione di congressi nazionali e di altre iniziative di elevato interesse scientifico.

## La sede
La sede del Sodalizio è situata presso il Palazzo Ateneo di Bari e coincide con quella della Società di storia patria per la Puglia.